# Matthäikirche (Leipzig)

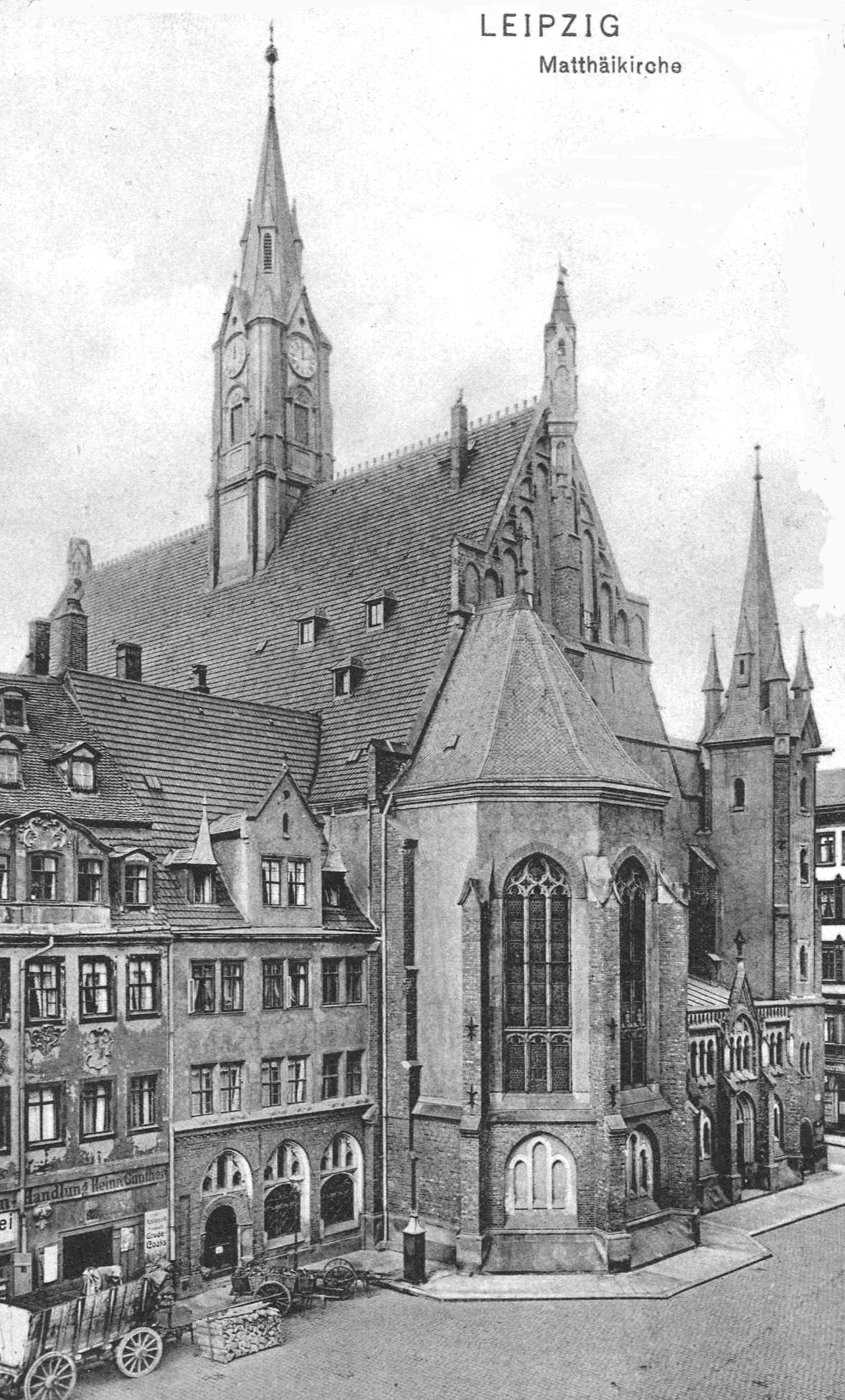
Die Matthäikirche um 1912

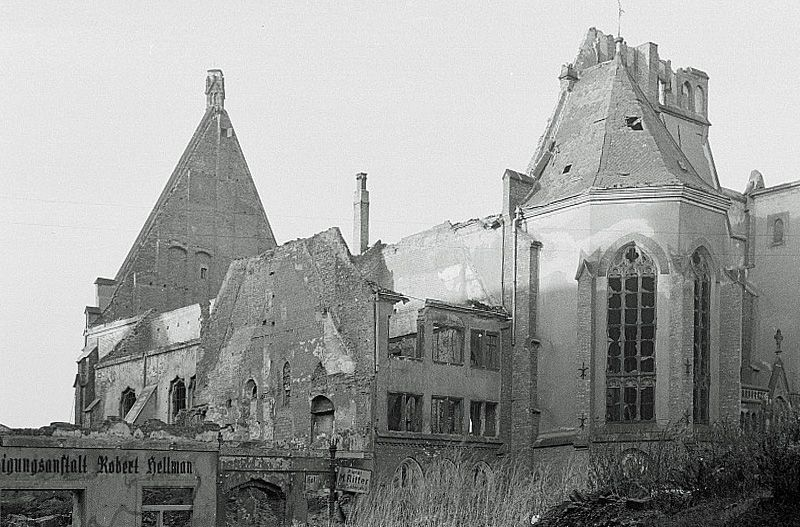
Ruine der Matthäikirche

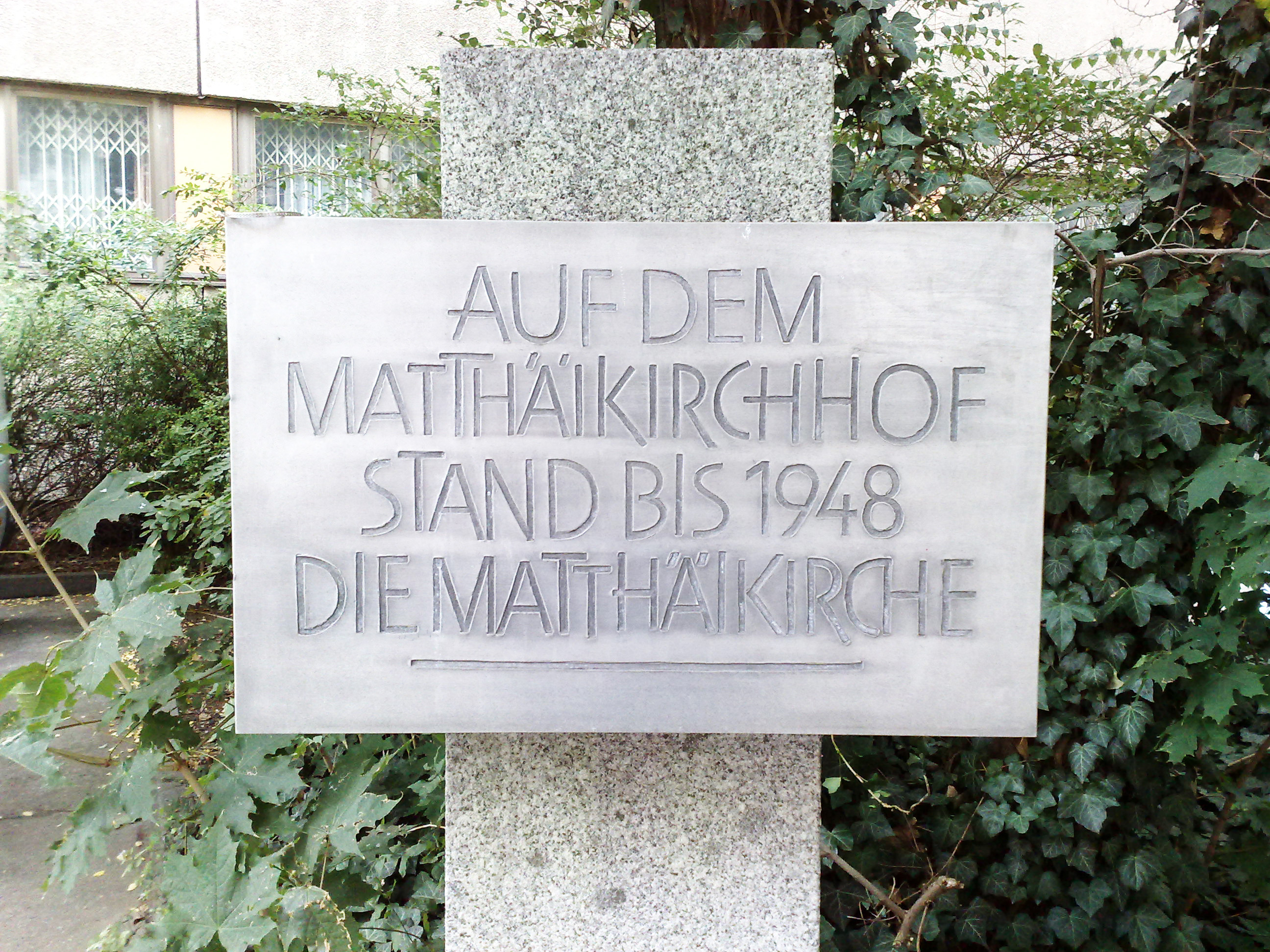
Matthäikirchdenkmal

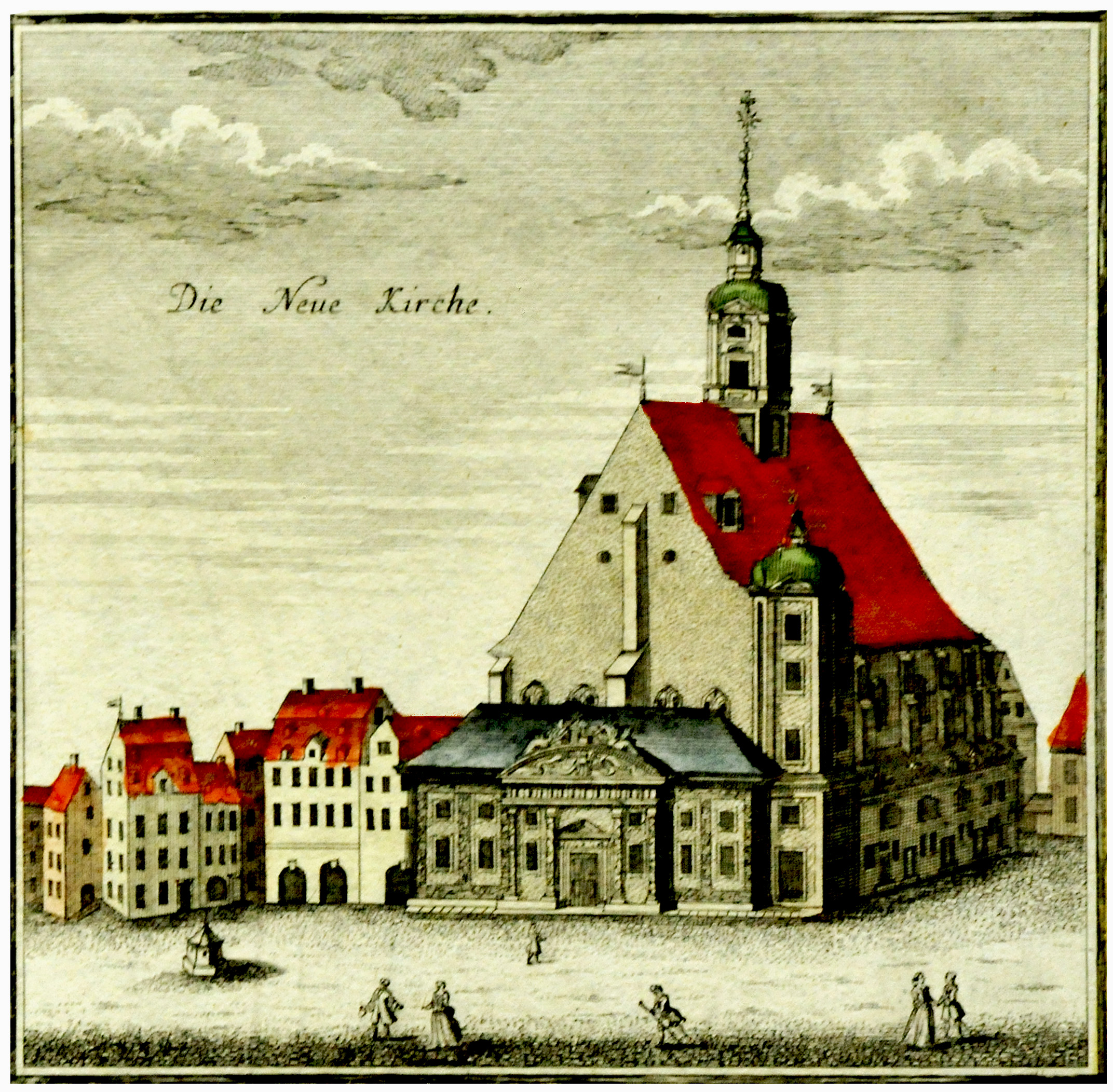
Die Neue Kirche 1749

Die Matthäikirche (so 1876 benannt; zuvor Franziskanerkirche zum Heiligen Geist, Barfüßerkirche und seit 1699 Neue Kirche) war eine Kirche in der Innenstadt Leipzigs am heutigen Matthäikirchhof 22/23.

## Geschichte
Nach 1230 wurde auf dem ehemaligen Gebiet der Burg Libzi, einer von drei Zwingburgen des Markgrafen Dietrich, das Franziskanerkloster Zum Heiligen Geist (Barfüßerkloster) gegründet. Erste Erweiterungen der einfachen Saalkirche fanden mit Nordschiff und Propsteigebäude sowie Mönchschor Ende des 13. bzw. im 14. Jahrhundert statt. Ab 1476 setzte mit der Errichtung einer neuen Klausur an der Südseite der Kirche eine völlige spätgotische Umgestaltung ein.
Im Jahr 1488 begann die Neuerrichtung des eigentlichen Gebäudes: Der Saalraum und das Nordschiff wurden durch eine zweischiffige Hallenkirche mit Sterngewölben ersetzt; Fertigstellung war im Jahr 1494. Die Weihe der letzten acht Altäre des Neubaus erfolge 1504 durch den Merseburger Bischof Thilo von Trotha.
Im Zuge der Reformation wurde 1539 die Aufhebung des Klosters verfügt. Kurfürst Moritz von Sachsen veräußerte später Kloster und Kirche an die Stadt Leipzig. Die Beräumung des Geländes zog sich aufgrund von Widerständen der Mönche bis zum Jahr 1543 hin. Die Klausur wurde anschließend zu einem Wohngebäude umgestaltet, ab 1552 diente das Kirchengebäude als Lagerraum der Leipziger Kaufleute.
Am 24. September 1699 wurde die Kirche nach Bemühungen der Leipziger Bürgerschaft unter der Bezeichnung Neukirche wieder eingeweiht und für Gottesdienste eröffnet, begleitet von Erweiterungen und Umbauarbeiten im Barockstil. Den neuen Altar gestaltete Michael Hoppenhaupt, die Orgel wurde von Christoph Donat erbaut. Ein komplett neuer Dachreiter wurde 1703 aufgesetzt.
Während seiner Zeit als Thomaskantor (1723–1750) hatte Johann Sebastian Bach auch die Aufsicht über die Kirchenmusik in der Neuen Kirche. Dort sang Chor III der Thomasschule unter Leitung des 3. Präfekten einfachere Motetten und Choräle ohne selbstständige Instrumentalstimmen. An hohen Feiertagen sowie während der drei Messezeiten musizierte in der Neuen Kirche seit 1704 das von Georg Philipp Telemann gegründete und von 1729 bis 1741 von Bach geführte Collegium musicum.
In der Zeit der Napoleonischen Kriege diente die Kirche zunächst als Lager für preußische Kriegsgefangene (1806–1810) und später als Lazarett (1813–1816).
1876 gründete sich die Matthäigemeinde, die Neukirche wurde zur Pfarrkirche erhoben und erhielt den Namen Matthäikirche. In den Jahren 1879 und 1880 erfolgten große Umbauten im Stil der Neugotik durch Oskar Mothes. Eine weitere Erneuerung erfuhr das Gebäude durch Julius Zeißig in den Jahren von 1892 bis 1894.
Im Jahr 1897 trat die Leipziger Immobiliengesellschaft mit dem Vorhaben Pro Patria an die Stadt Leipzig heran, aufgrund des damaligen Wachsens der Stadt und der Einführung der Mustermesse kurze Zeit zuvor, westlich der Hainstraße in der Leipziger Innenstadt alle Altbauten abzureißen und diese durch neue Wohn- und Geschäftsgebäude zu ersetzen. Davon wäre auch die Matthäikirche betroffen gewesen. Der Vorschlag wurde durch die Stadt abgelehnt.
Die Matthäikirche war ab 1888 eine der Hauptwirkungsstätten des Organisten, Komponisten, Musikpädagogen und Musikkritikers Moritz Vogel, dessen Werke teilweise bis in die jüngere Vergangenheit verlegt wurden.
Um 1939 errichtete Hermann Eule Orgelbau sein Opus 220, eine dreimanualige Orgel mit 44 Registern, in der Matthäikirche.
Beim Bombenangriff am 4. Dezember 1943 wurde die Kirche zerstört. In der Ruine fand am 1. August 1948 ein letzter Gottesdienst statt, danach wurde die Kirche abgebrochen. Um 1953 herum erfolgten umfangreiche archäologische Untersuchungen durch Herbert Küas auf dem Gelände, anschließend wurden auf dem Areal des Klosters und der Kirche Neubauten für die Bezirksverwaltung des Ministeriums für Staatssicherheit auf dem Gelände hinter der heutigen „Runden Ecke“ errichtet. Seit Dezember 1998 erinnert im Matthäikirchhof das Matthäikirchdenkmal des Leipziger Künstlers Matthias Klemm an die ehemalige Kirche.

## Daten
die Angaben beziehen sich auf den Bau vor dessen Zerstörung 1943
- Dachhöhe: 35 m
- Dachreiter: ca. 57 m
- Gesamtlänge: ca. 49 m
- Ost- und Westgiebel: jeweils ca. 22 m

## Pfarrer
Das Verzeichnis pfarrerbuch.de listet für diese Kirche vier Stellen auf: 1. Stelle (Pfarrer), 2. Stelle (Archidiakon, bis 1876 Oberdiakon), 3. Stelle (1. Diakon, bis 1876 Subdiakon) und 4. Stelle (2. Diakon).
Pfarrer (1. Stelle)
- 1876: Karl Wilhelm Ferdinand Evers
- 1887: Christian *Georg Rietschel
- 1890: Johann *Paul Kaiser
- 1918: Carl *Heinrich Röhling
- 1938: *Hans Wilhelm Günther
- 1941–1946: Rudolf Böttrich

## Varia
- Der Name des Barfußgäßchens, Leipzigs bekanntester Gastronomie-Adresse, geht zurück auf den seit dem 13. Jahrhundert dort ansässigen Franziskanerorden: Die barfußgehenden Franziskaner nutzten den Weg von ihrem Kloster zum nahe gelegenen Markt von Leipzig und zurück – er wurde und wird daher in der Stadt Barfußweg und Barfußgäßchen genannt. Sein Name erinnert also an das einstige Franziskanerkloster und somit auch an Leipzigs 1948 abgerissene Matthäikirche.[7]